# Entrelazados (banda sonora)
Disney entrelazados (banda sonora original) es la banda sonora de la primera temporada de la serie web homónima. Lanzado el 12 de noviembre de 2021 por  Walt Disney Records.
Contiene dos canciones originales, cinco Versiones musicales, cinco canciones del musical Freaky Friday y diez piezas de Música incidental.

## Sencillo
- «Seguir viviendo sin tu amor»: sencillo lanzado el 22 de octubre de 2021 como promoción de la serie, es una versión musical de la canción de Luis Alberto Spinetta. Interpretado por Carolina Domenech y El Purre.[3]

## Lista de canciones
| N.º   | Título                                             | Escritor(es)                      | Duración |  |
| 1.    | «Dressed for success»                              | Per Hakan Gessle                  | 3:18     |  |
| 2.    | «Seguir viviendo sin tu amor»                      | Luis Alberto Spinetta             | 2:24     |  |
| 3.    | «Donde voy»                                        | Jaime María Mc Lean,Sergei Grosny | 2:23     |  |
| 4.    | «Convénceme»                                       | Jaime María Mc Lean,Sergei Grosny | 3:05     |  |
| 5.    | «Carnaval toda la vida»                            | Gabriel Fernandez Capello         | 4:00     |  |
| 6.    | «Voy - Freaky Friday:A new musical»                | Brian Yorkey,Tom Kitt             | 6:13     |  |
| 7.    | «Zona de promesas»                                 | Gustavo Cerati                    | 3:37     |  |
| 8.    | «Seguir viviendo sin tu amor»                      | Luis Alberto Spinetta             | 2:25     |  |
| 9.    | «Hoy el miedo se va-Freaky Friday:A new musical»   | Brian Yorkey,Tom Kitt             | 3:05     |  |
| 10.   | «Por una vez - Freaky Friday:A new musical»        | Brian Yorkey,Tom Kitt             | 4:30     |  |
| 11.   | «Reloj de arena - Freaky Friday:A new musical»     | Brian Yorkey,Tom Kitt             | 0:53     |  |
| 12.   | «Es biológico - Freaky Friday:A new musical»       | Brian Yorkey,Tom Kitt             | 3:42     |  |
| 13.   | «Tema de apertura - música incidental»             | Sergei Grosny                     | 1:40     |  |
| 14.   | «Familia - música incidental»                      | Sergei Grosny                     | 2:22     |  |
| 15.   | «Alegra y el brazalete - música incidental»        | Sergei Grosny                     | 0:45     |  |
| 16.   | «Cocó - música incidental»                         | Sergei Grosny                     | 1:46     |  |
| 17.   | «El amor de félix - música incidental»             | Sergei Grosny                     | 0:58     |  |
| 18.   | «Las sharp y la danza - música incidental»         | Sergei Grosny                     | 1:35     |  |
| 19.   | «Marco y el día del incendio - música incidental»  | Sergei Grosny                     | 0:48     |  |
| 20.   | «No es tu tiempo, ni tu lugar - música incidental» | Sergei Grosny                     | 1:37     |  |
| 21.   | «Tema de créditos - música incidental»             | Sergei Grosny                     | 1:35     |  |
| 52:52 |                                                    |                                   |          |  |

## Historial de lanzamiento
| Región  | Fecha                   | Sello               | Formato                     | Ref   |
| ------- | ----------------------- | ------------------- | --------------------------- | ----- |
| Varios  | 12 de noviembre de 2021 | Walt Disney Records | Descarga digital, streaming | [ 4 ] |
| Mundial | 17 de diciembre de 2021 | Walt Disney Records | Descarga digital, streaming | [ 5 ] |